# Јеж (оружје)
Бацач противподморничких зрна Јеж (енгл. Hedgehog) је британско противподморничко оружје из Другог светског рата.

## Развој
На почетку Другог светског рата, главно противподморничко оружје на британским и америчким ратним бродовима били су бацачи дубинских бомби. Међутим, већа брзина модерних немачких подморница смањила је њихову ефикасност на свега 3%, па су 1942. уведени вишецевни бацачи противподморничких зрна Јеж, који су избацивали плотун од 24 зрна одједном, али због велике силе удара на палубу при опаљењу плотуна (око 4.000 кг/цм2),  нису били погодни за мале бродове (патролне чамце). Зато су британска и америчка РМ увеле на мање бродове 1942. ракетни бацач, назван Клопка (енгл. Mousetrap).

## Карактеристике
Бацач противподморничких зрна Јеж, британске производње, смештен је на прамчаном делу брода, а састоји се од постоља са штитом, носача вретена са вретенима за намештање зрна, справе за нагињање носача вретена, пријемника прамчаног угла и паљбене справе.
Постоље је правоугли гвоздени оквир на чијем је једном крају причвршћен штит за послугу од гасова и чаура.
Носачи вретена смештени су на постољу (4 су међусобно паралелно спојена) тако да се справом за нагињање носача вретена полужним механизмом могу истовремено окретати око хоризонталне осе (до 32 степена). Сваки носач има 6 вретена (штапова за намештање метка са зрном), нагнутих око вертикалне осе под различитим угловима, кроз које пролази уређај за електрично опаљење метка.
Пријемник прамчаног угла везан је справом за нагињање носача вретена и опремљен жироскопким показивачем исправљеног угла нагиба носача вретена.
Паљбена справа, смештена у оквиру на задњем делу постоља, је електрични уређај за опаљивање метка. Бацач се доводи у правац за гађање прамчаним углом (за износ претицања) који даје његов пријемник, а при ваљању и нагињањем носача вретена за износ нагиба брода; опаљивање се врши на бацачу или даљински, са командног моста или из бродског оперативног центра. Плотун од 24 противподморничка зрна елиптичне слике погодака (дужа оса 42, краћа 36 м) испаљује се за 2 секунде, у паровима сваких 0.2 секунде. Кад брод стоји, домет  Јежа износи 182 м, а при брзини од 10 чворова повећава се за око 41 м. Време лета зрна тешког 29 кг, износи око 8 с, а брзина тоњења 7 м/с.

### А/С пројектор
Код Јежа америчке производње (енгл. A/S projector) примењен је жироскопски стабилизатор и повећан сектор на 25 степени десно и лево од уздужнице брода. Уградњом Јежа на постоље топа и применом уређаја за електрично окретање постоља и нагињање његових носача вретена за зрна, повећана је брзина и сектор гађања.